# Tragjoch

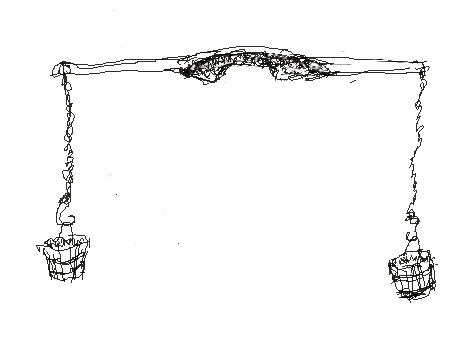
Tragjoch

Ein Tragjoch, auch Tragstange (regional Dracht oder Schanne genannt), ist eine Schultertrage, mit der Körbe, Eimer oder ähnliche Behältnisse transportiert werden.

## Das Tragjoch
Ein Tragjoch im eigentlichen Sinne besteht aus einem für die Auflage auf dem menschlichen Nacken zugerichteten geradem Holz, an dessen Enden mit Hilfe von Seilen oder Ketten zwei möglichst gleichschwere Lasten angehängt werden.
Bis in das 20. Jahrhundert war das Tragjoch eines der wichtigsten Transportmittel in weiten Bereichen der Welt und gehört auch heute noch zum Straßenbild der Großstädte in Schwellenländern oder ländlichen Regionen der Dritten Welt. Es ist neben dem Rucksack und anderen Rückengestellen (Kraxen) eine der wichtigsten Transporthilfen für Träger.

Tragjochs
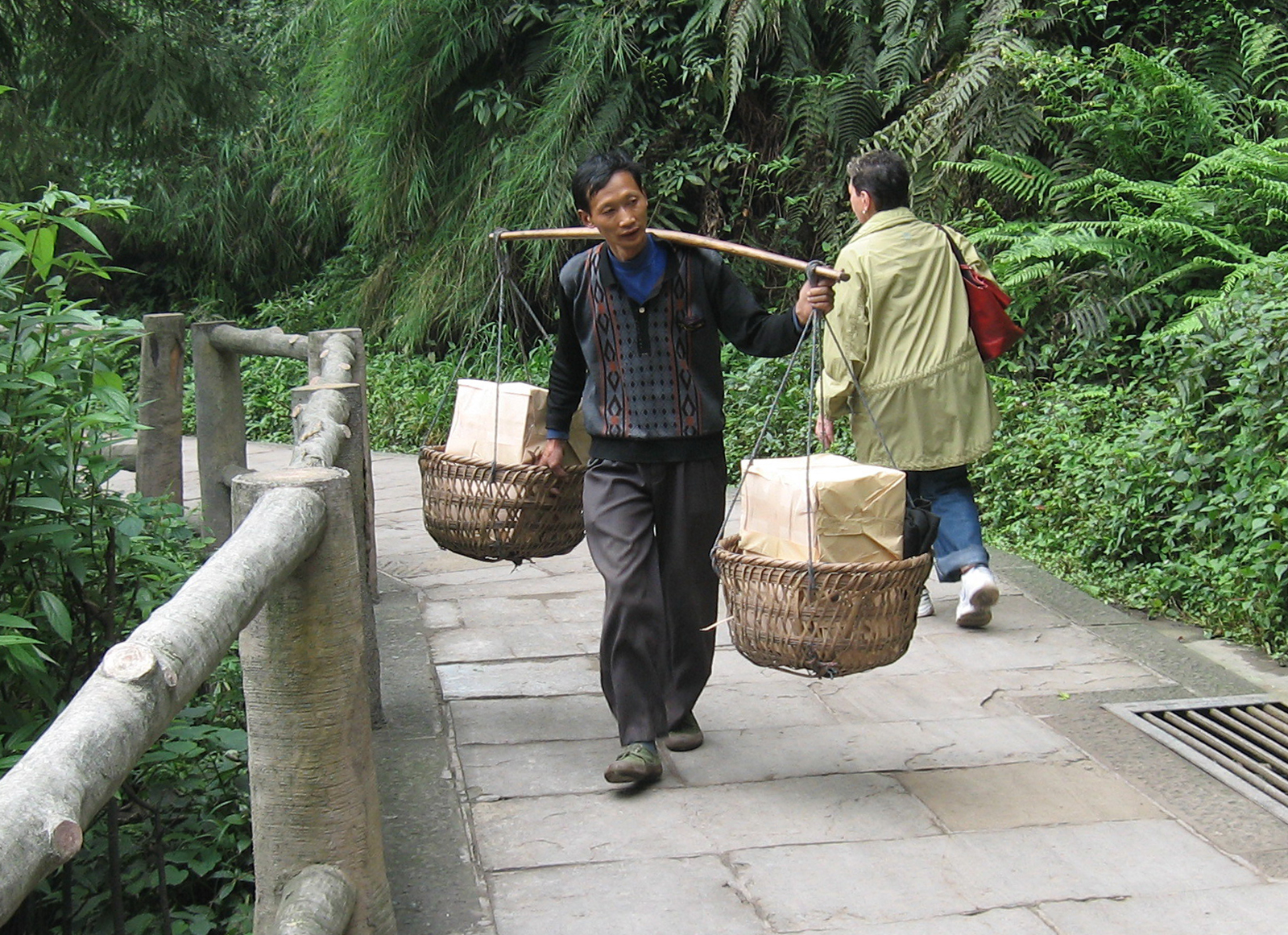
Tragjochtransport in China
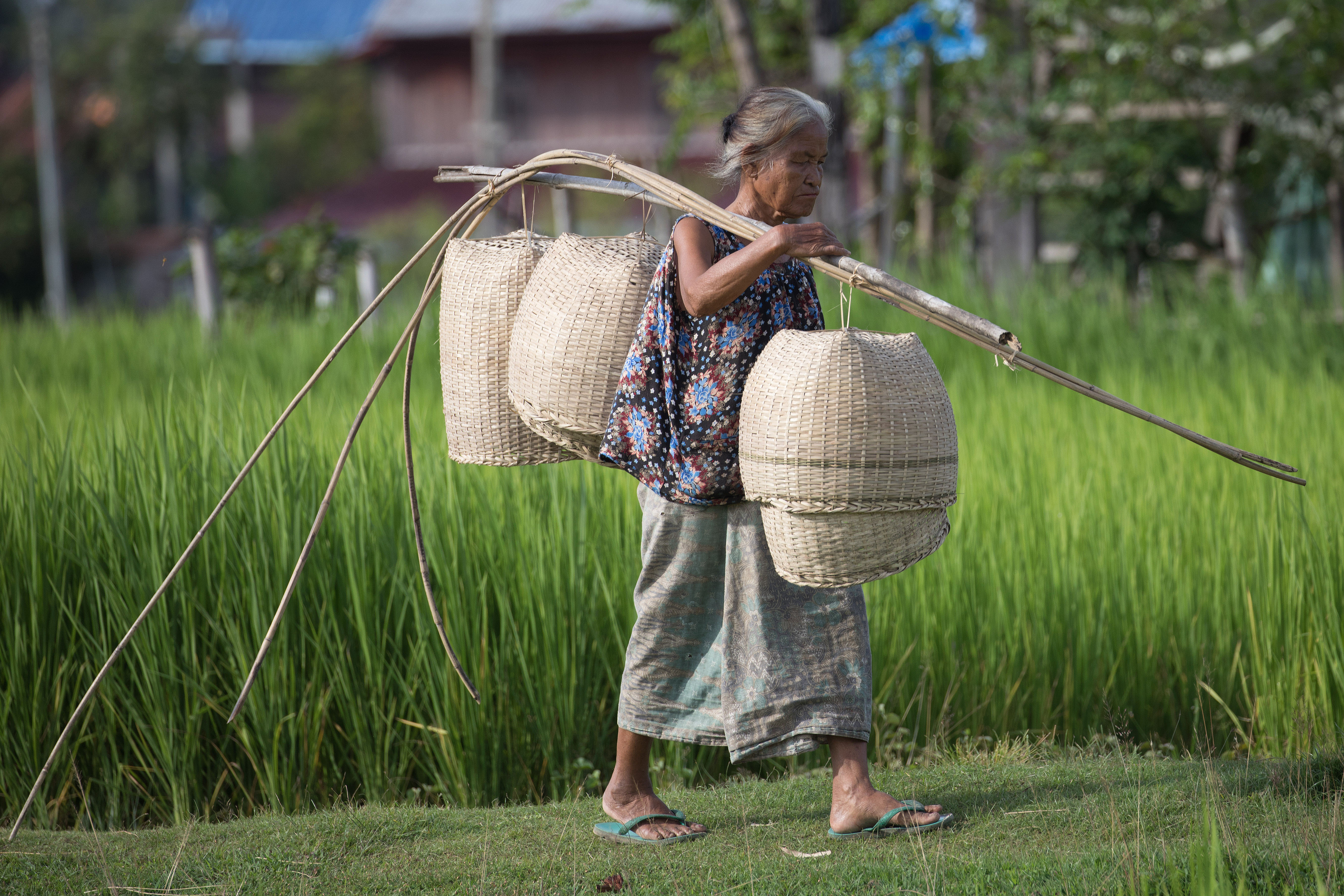
Tragjochtransport in Laos
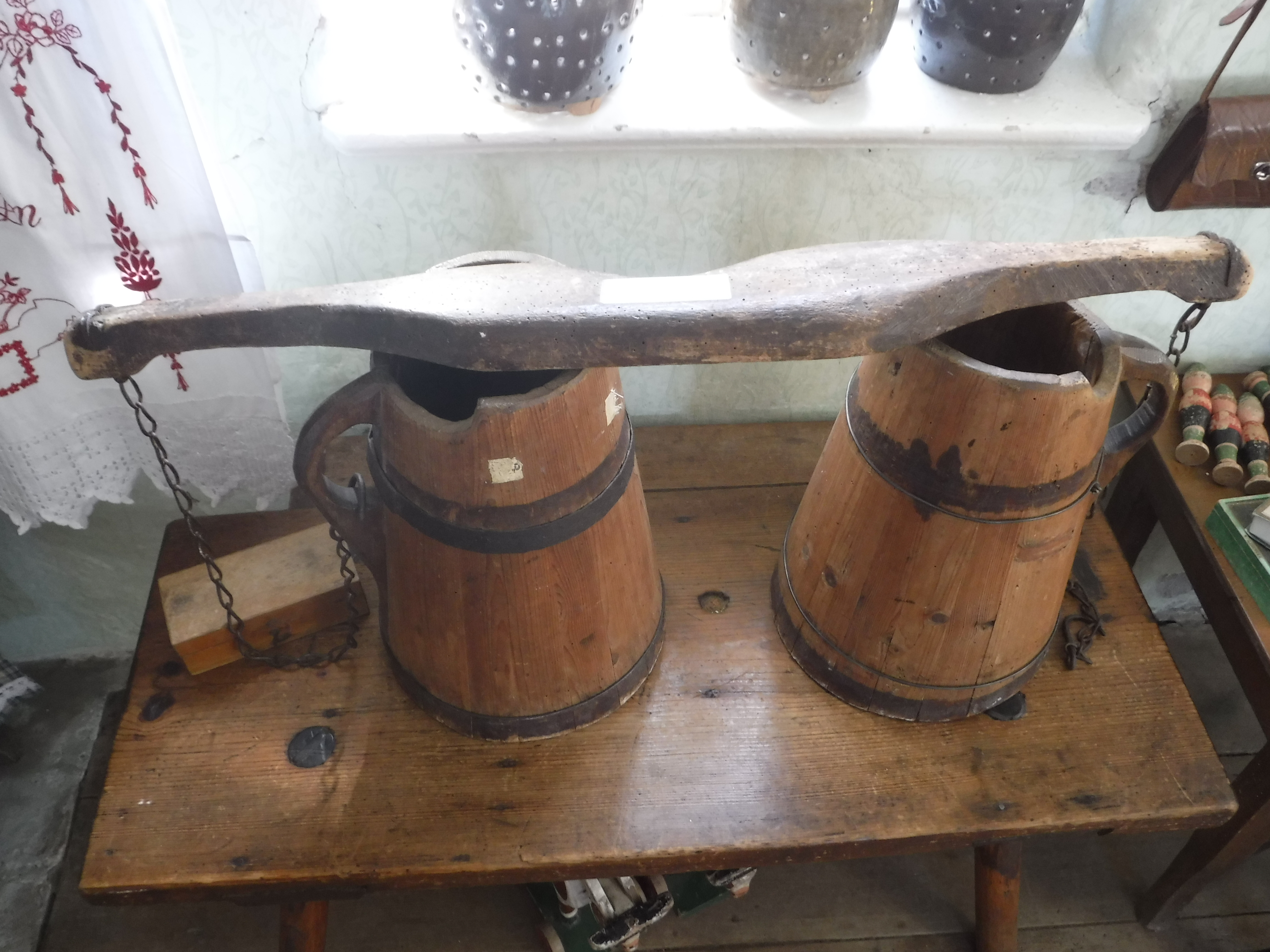
Tragjoch mit Eimern, Deutschland
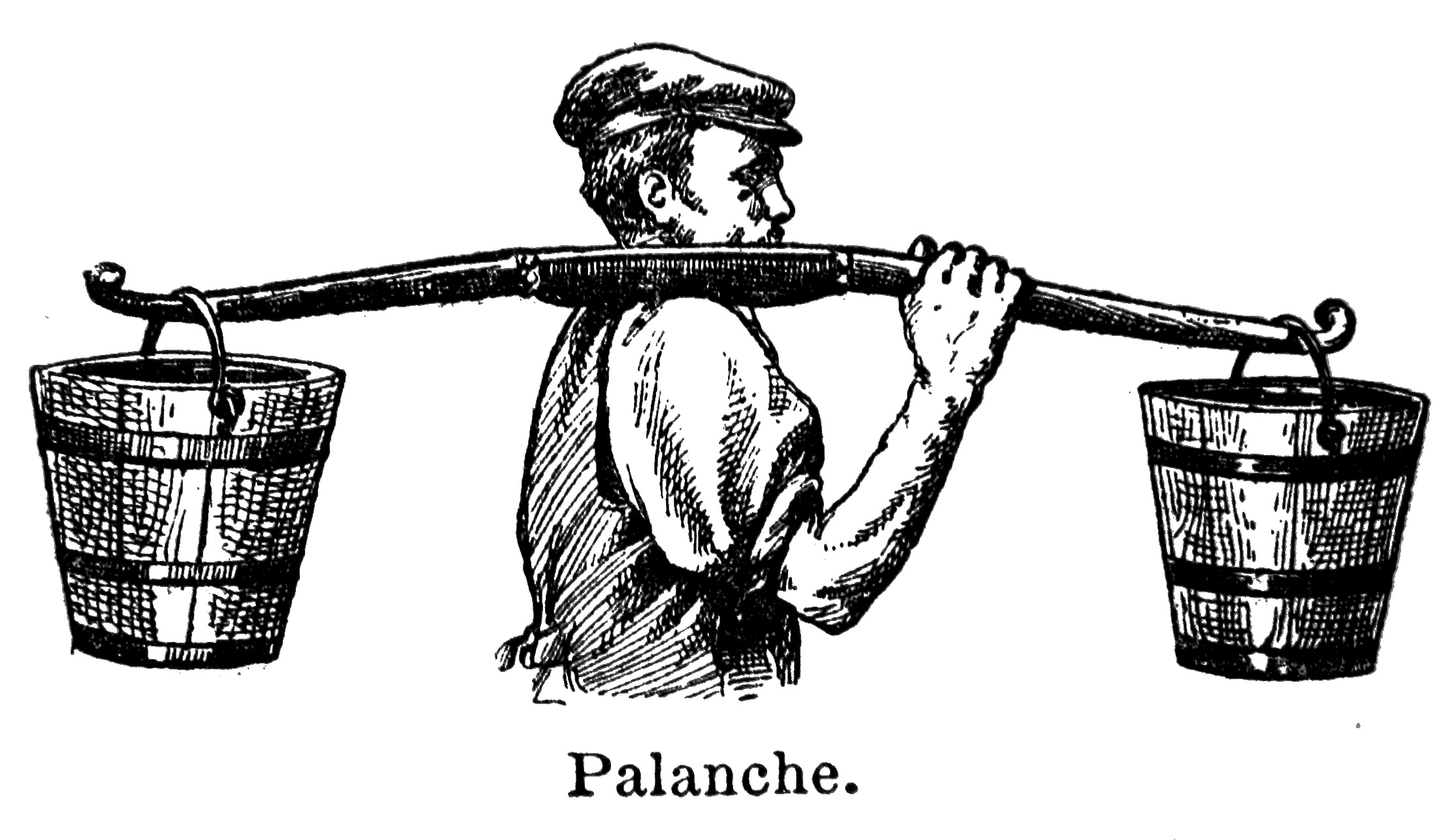
Palanche mit Eimern, Frankreich

Im 21. Jahrhundert kommt in Deutschland das Tragjoch nur noch in wenigen Bereichen zum Einsatz. So verwenden Asphaltbauer beim Transport von Gussasphalt vom Gussasphaltkocher zu schwer zugänglichen Einbaustellen noch heute ein Tragjoch mit zwei Holzeimern. Nach Angabe der Berufsgenossenschaft der Bauwirtschaft wird dabei ein Gesamtgewicht (Tragjoch und gefüllte Eimer) von 55 bis 60 kg getragen.
In Form und Funktion ähnlich ist das für Zugtiere verwendete Jochgeschirr, insbesondere das Wideristjoch.

## Die Tragstange
Neben dem Joch findet sich weltweit auch das Transportieren schwerer Güter durch zwei Personen, die die Last zwischen sich tragen, eine Technik, die auch in unwegsamem Gelände relativ praktikabel ist. Es gibt auch Tragstangensysteme für vier (2×2) und mehr Personen, für mehr als etwa ein Dutzend Personen sind sie jedoch selten und technisch aufwendig.

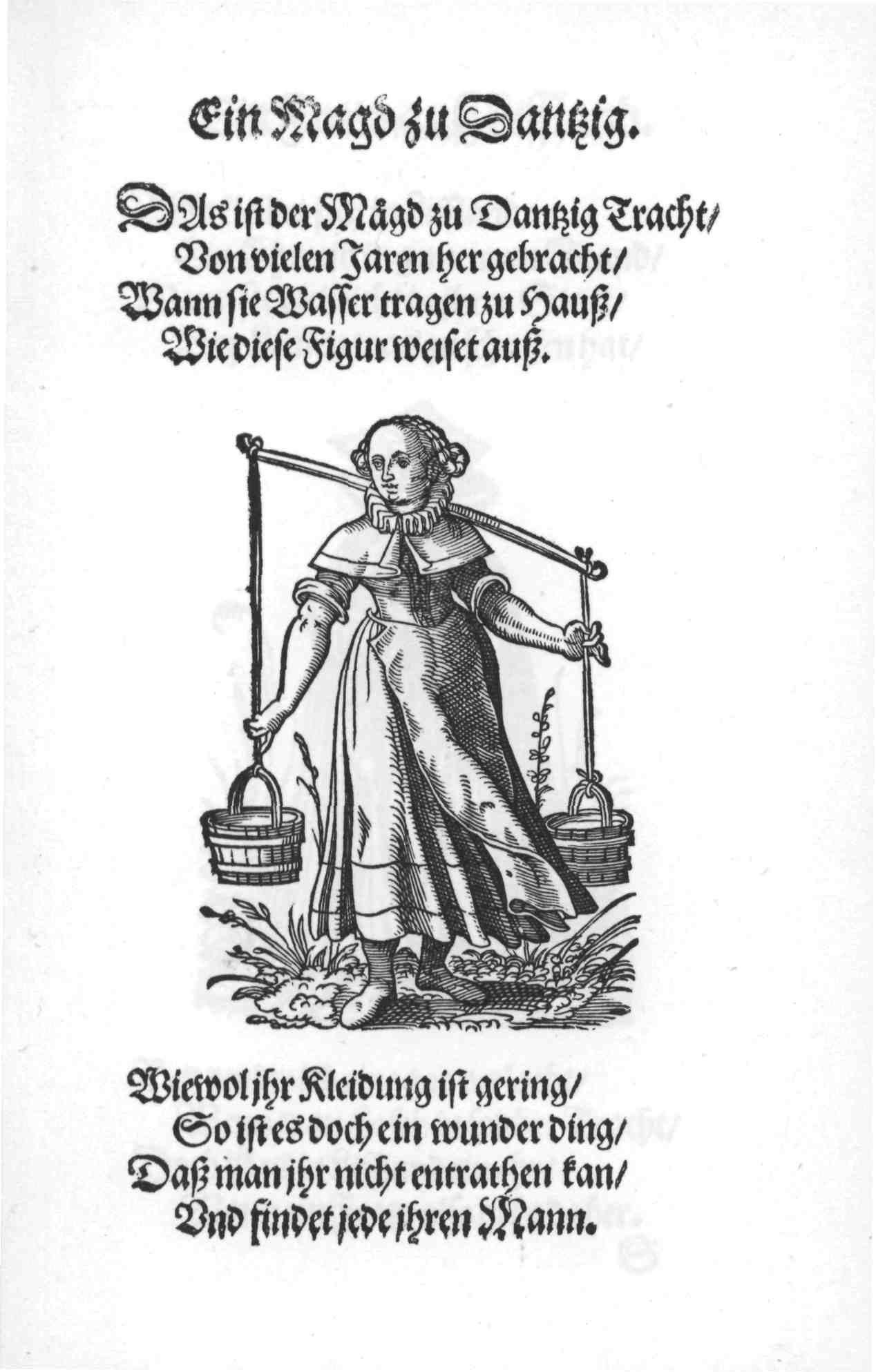
Wasserträgerin (Eine Magd zu Danzig, aus Frauen-Trachtenbuch, 1586)
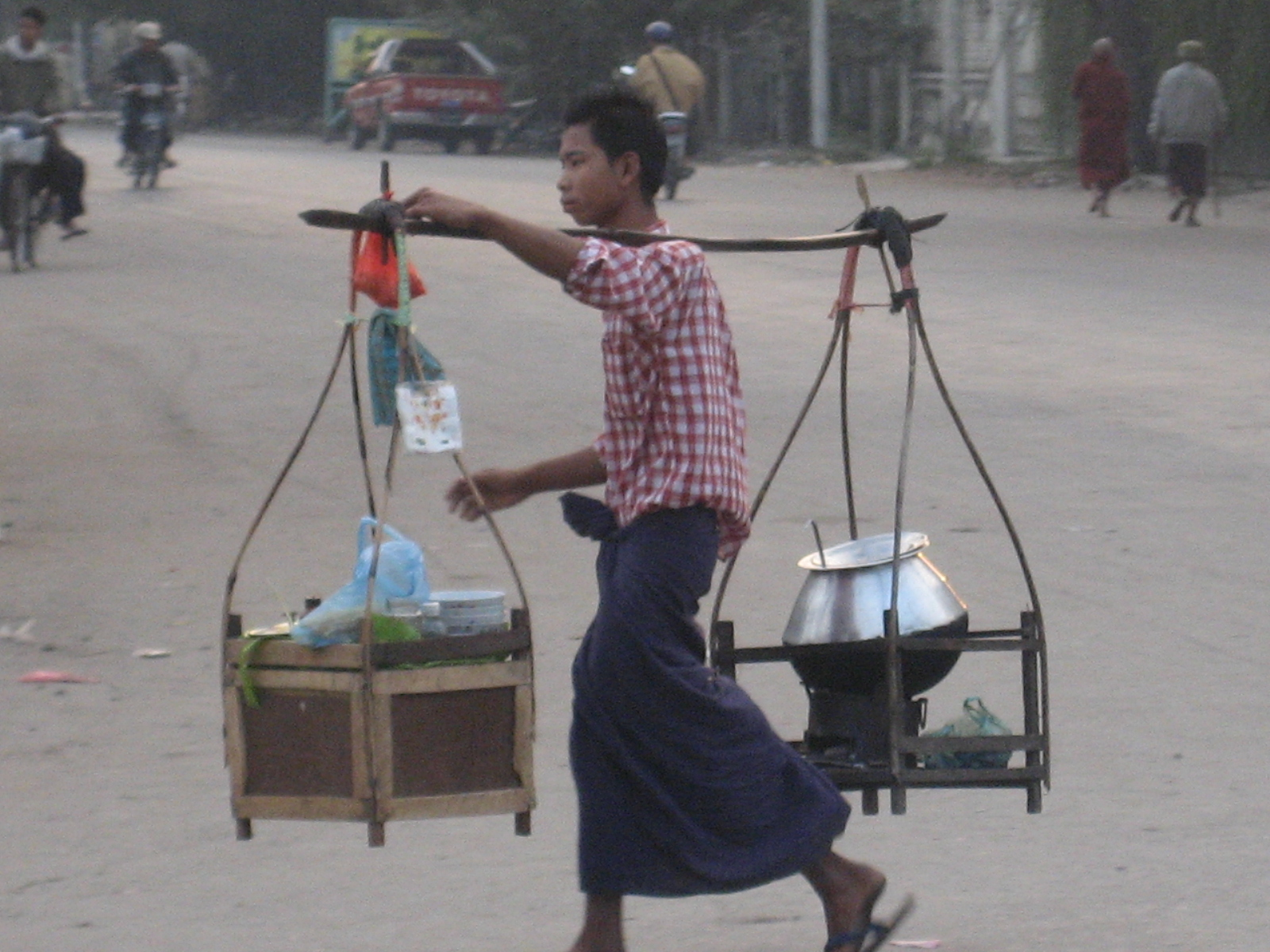
Straßenkoch (Mandalay, Myanmar, zeitgenössisch)
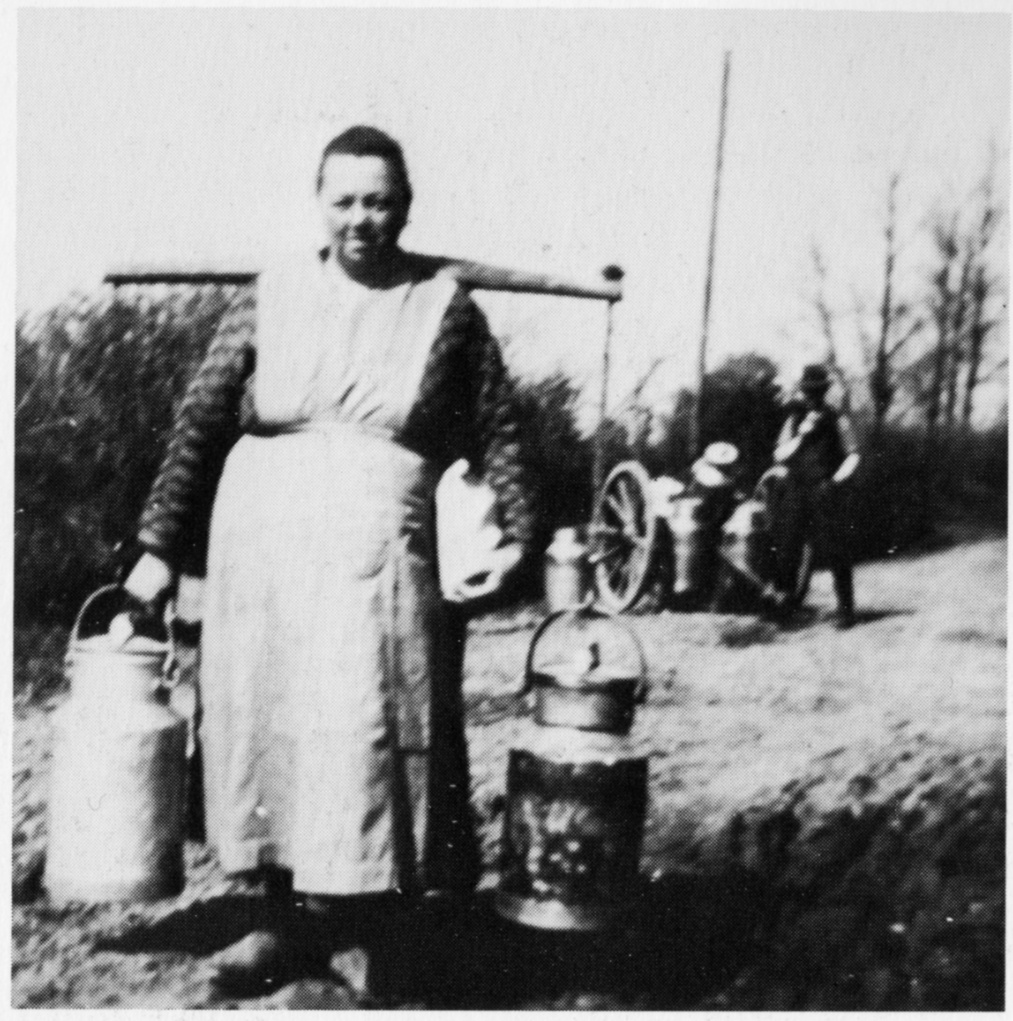
Melkerin (Dänemark, um 1930)
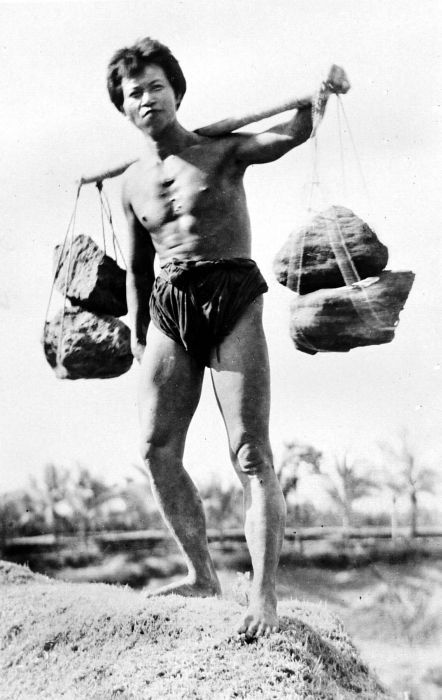
Steinträger (Bali, 1940er)
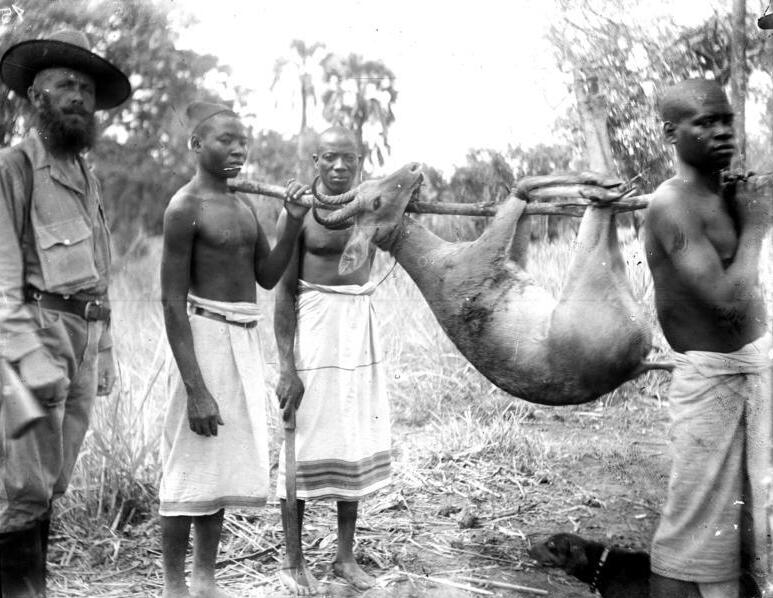
Jagdbeute (Deutsch-Ostafrika, 1906)
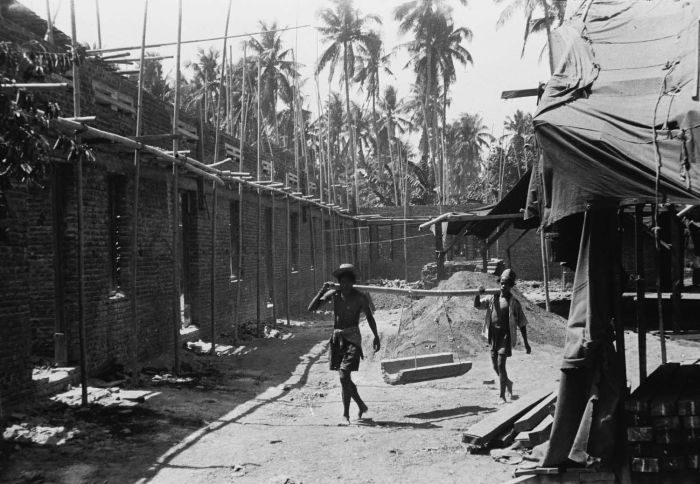
Transport von Baumaterial (Makassar, 1948)